# موزارت (بازیکن فوتبال)
موزارت سانتوس باتیستا جونیور (به پرتغالی: Mozart Santos Batista Júnior) هافبک اهل برزیل است که در شهر کوریتیبا و در تاریخ ۸ نوامبر ۱۹۷۹ به دنیا آمده‌است.
موزارت سانتوس باتیستا جونیور در تیم‌های فوتبال Paraná Clube ? سابقهٔ حضور دارد.